# Rezes virágbogár
A rezes virágbogár (Protaetia fieberi) a rovarok (Insecta) osztályának a bogarak (Coleoptera) rendjébe, ezen belül a mindenevő bogarak (Polyphaga) alrendjébe és a ganajtúrófélék (Scarabaeidae) családjába tartozó faj.

## Elterjedése
Dél- és Közép-Európában előforduló faj.
Magyarországon ritka.

## Megjelenése
Jellemzően 17–20 mm hosszú, hát- és hasoldalán egyaránt fénylő bronzvörös színű bogár.

## Alfajai
Protaetia fieberi boldyrevi (Jacobson, 1909)
Protaetia fieberi borysthenica (Medvedev, 1964)
Protaetia fieberi fieberi (Kraatz, 1880)